# コート・ド・ボーヌ

コート・ド・ボーヌの葡萄園

コート・ド・ボーヌ(Côte de Beaune)は、フランス東部、ブルゴーニュ地域圏コート＝ドール県南部にあるワイン生産地で、北に接するコート・ド・ニュイ地区とともに、最も偉大なブルゴーニュワインの生産地である。地区名のほかにAOC名としても使われ、地区名を表すときは、略してボーヌ地区と呼ばれることもある。

## ワイン
ボーヌ市から東および北に広がる地域は、赤ワインが多く作られ、赤・白ともに特級畑がある。ボーヌより南のムルソーからは、白ワインが多く作られ、シャサーニュ・モンラッシェ村とピュリニー・モンラッシェにまたがるモンラッシェは、世界で最も偉大な白ワインとされている。なお、最南端のサントネは、力強い赤ワインの産地として知られている。

## AOCコート・ド・ボーヌ
ボーヌを含むコート＝ドール県の13村と、ソーヌ＝エ＝ロワール県の4村で作られるワインのうち、それぞれの村のAOCの規格には通らなかったものの、地区の特徴が十分現れているワインに与えられるAOCである。二つ以上の村のものをブレンドすることは許されない。

## AOCコート・ド・ボーヌ・ヴィラージュ
上記の二つ以上の村のワインを混醸またはブレンドしたもの。ボジョレーやコード・デュ・ローヌではヴィラージュが着く方が上級品であるが、この地区ではヴィラージュのついた方が下位である。